# Крина
Крина (нем. Krina) — деревня в Германии, в земле Саксония-Анхальт. 
Входит в состав общины Мульдестаузе района Анхальт-Биттерфельд. Население составляет 718 человек (на 31 декабря 2006 года). Занимает площадь 14,97 км².

## История
Впервые была упомянута в 1530 году.
С 25 июля 1952 года по 2 октября 1990 года Крина входила в состав района Галле ГДР.
Герб деревни был разработан магдебургским муниципальным геральдиком Йоргом Мантцем в 1996 году.
Ранее Крина имела статус общины (коммуны), подразделявшейся на 2 сельских округа. 1 января 2010 года вошла в состав общины Мульдестаузе. Последним бургомистром общины Крина был Бернд Фрибель.